# Оберостендорф
Оберостендорф (нім. Oberostendorf) — громада в Німеччині, знаходиться в землі Баварія. Підпорядковується адміністративному округу Швабія. Входить до складу району Остальгой. Складова частина об'єднання громад Вестендорф.
Площа — 21,04 км2. Населення становить 1519 ос. (станом на 31 грудня 2020).

## Галерея

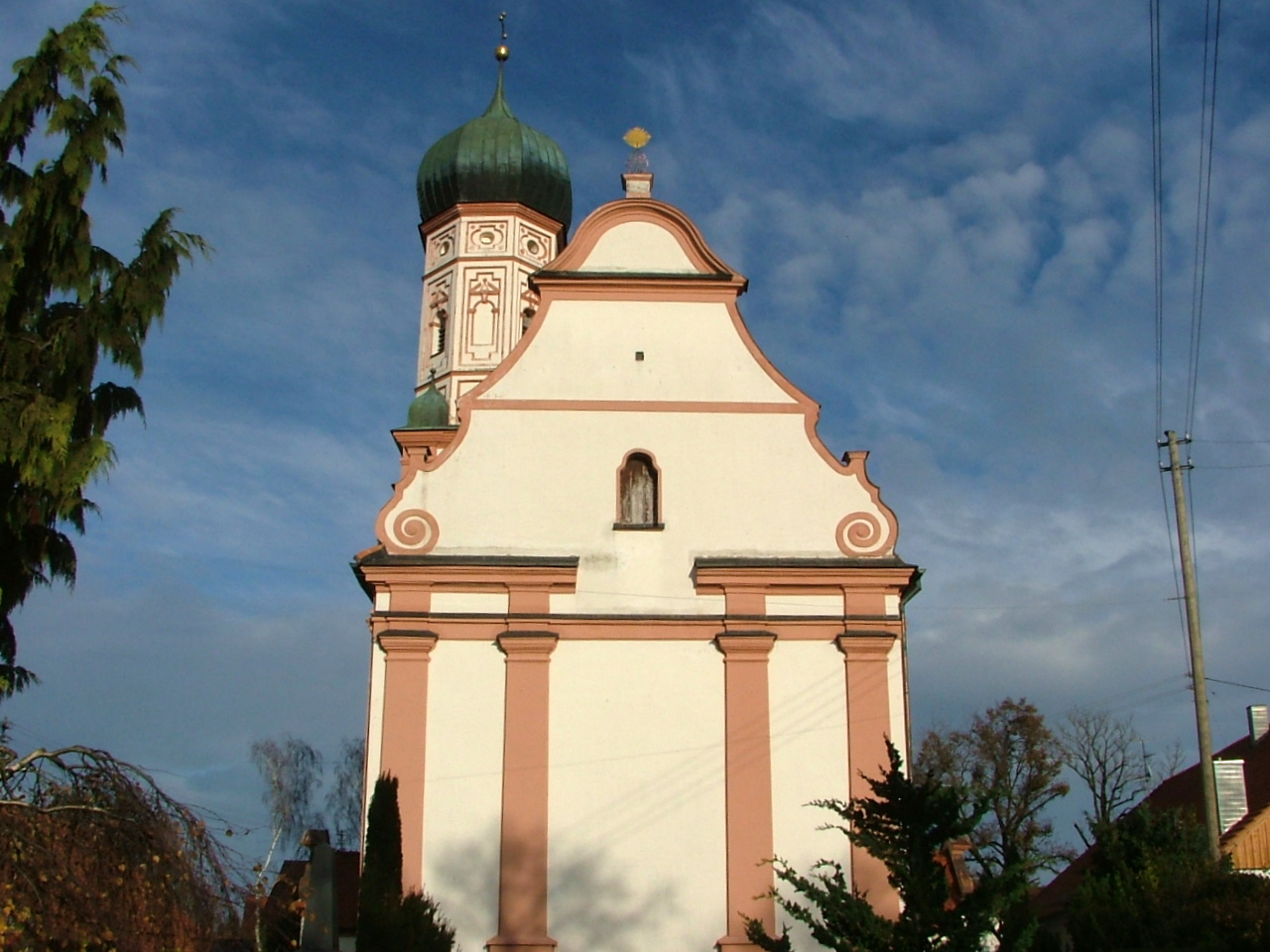
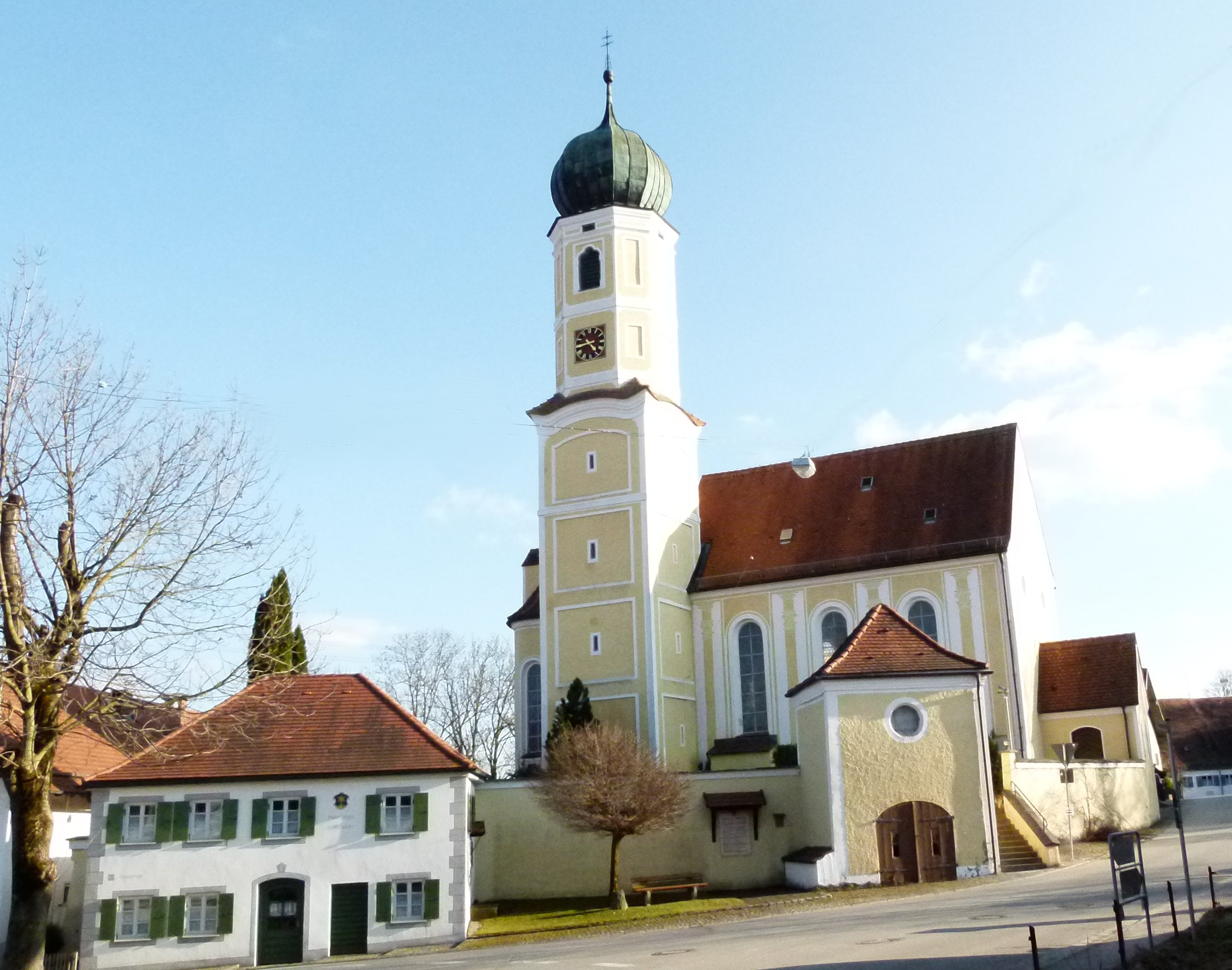